# Mine de Garzweiler
 (novembre 2010).
Si vous disposez d'ouvrages ou d'articles de référence ou si vous connaissez des sites web de qualité traitant du thème abordé ici, merci de compléter l'article en donnant les références utiles à sa vérifiabilité et en les liant à la section « Notes et références ».

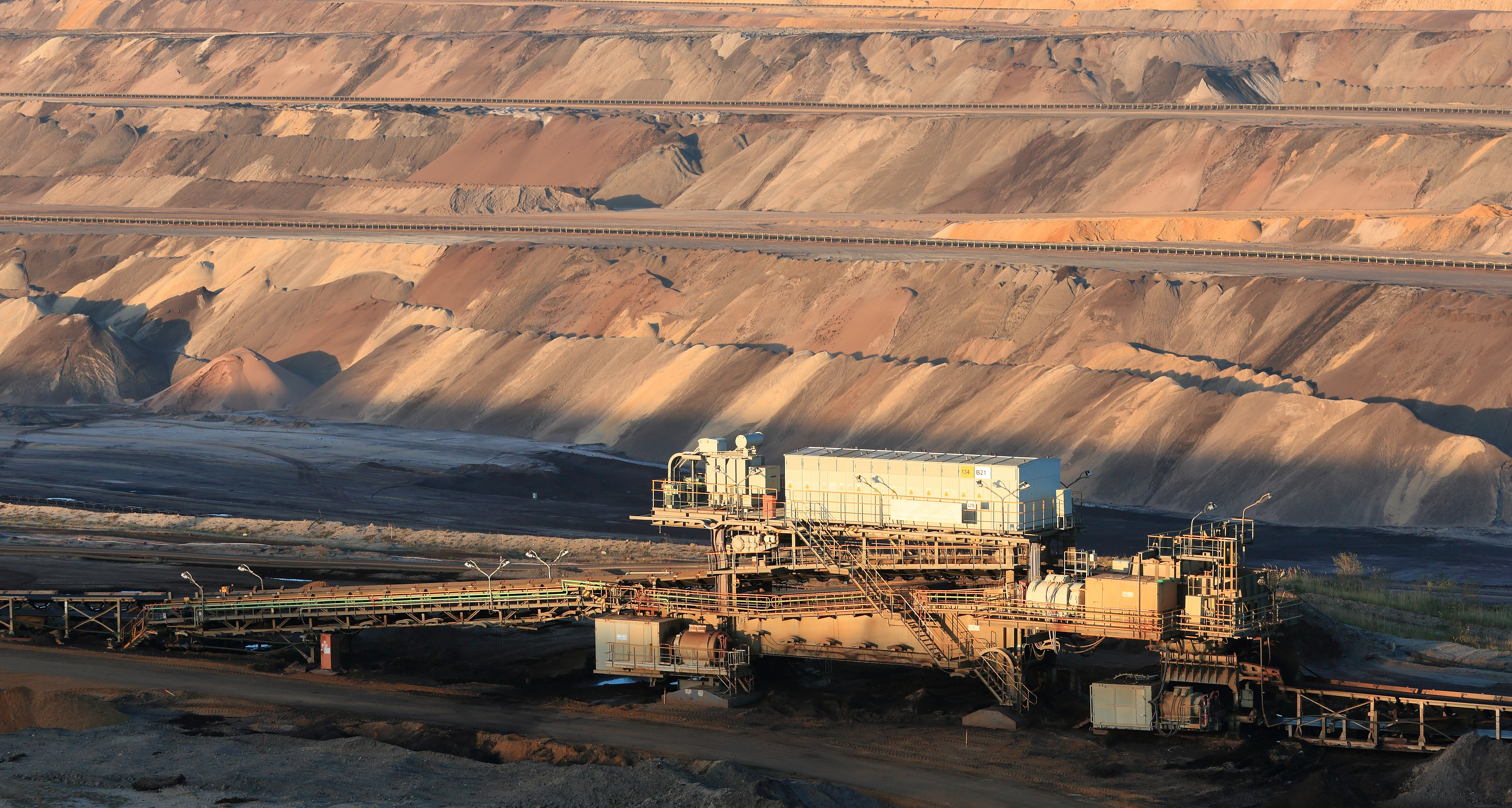
Vue générale de la mine de Garzweiler. Octobre 2018.

La mine de Garzweiler (en allemand : Braunkohletagebau Garzweiler) est une mine de lignite à ciel ouvert, nommée d'après le village de Jüchen-Garzweiler dans la commune de Jüchen (arrondissement de Rhin Neuss), situé à une dizaine de kilomètres au sud de Mönchengladbach, en Rhénanie-du-Nord-Westphalie (Allemagne), et exploitée  par l'entreprise RWE Power.

## Historique

### La mine à ciel ouvert

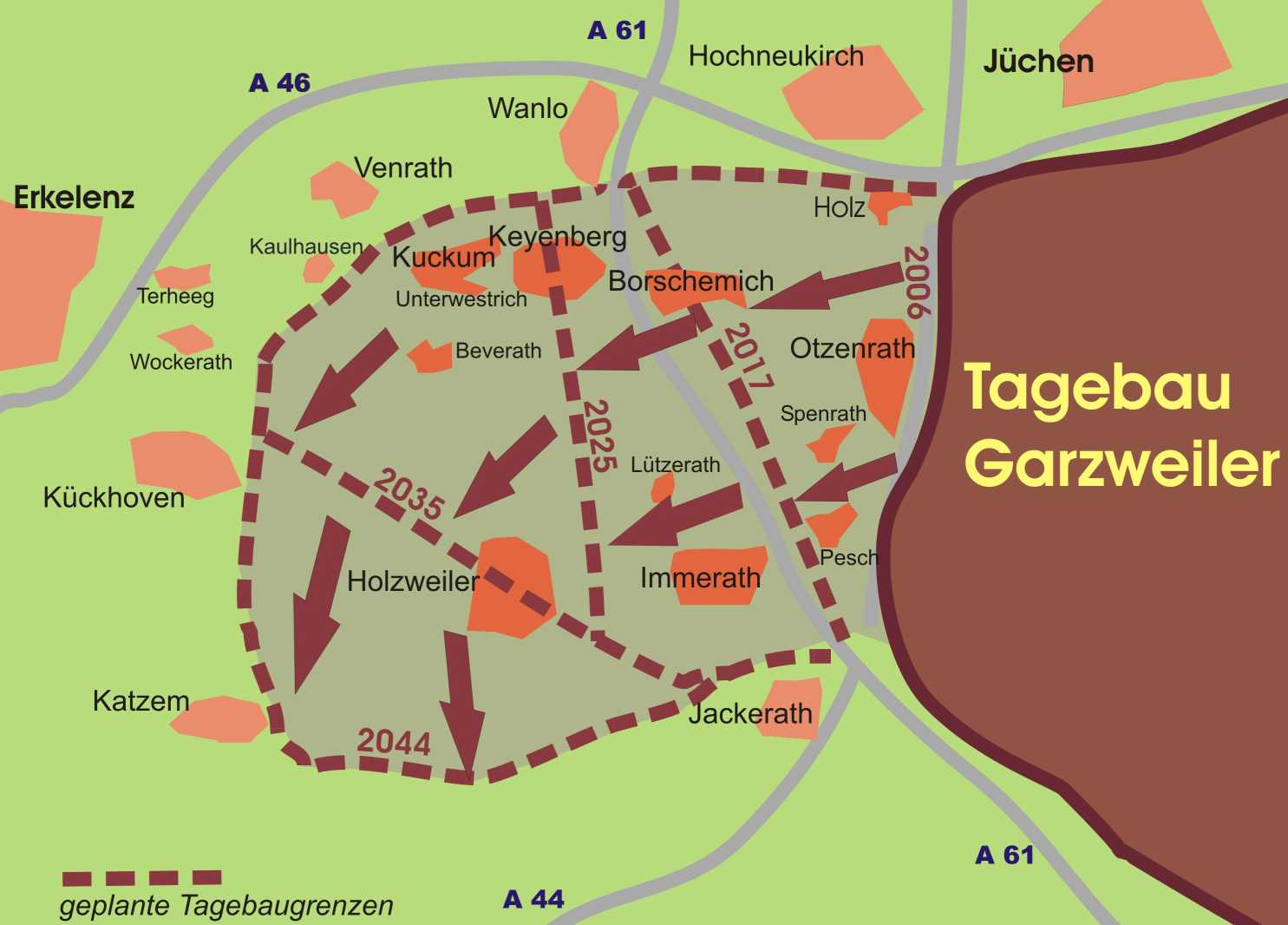
Zone d’extraction prévue de Garzweiler II. Les pointillés rouges correspondent aux limites de la zone d'abattage. Les flèches indiquent le sens de progression des excavations.

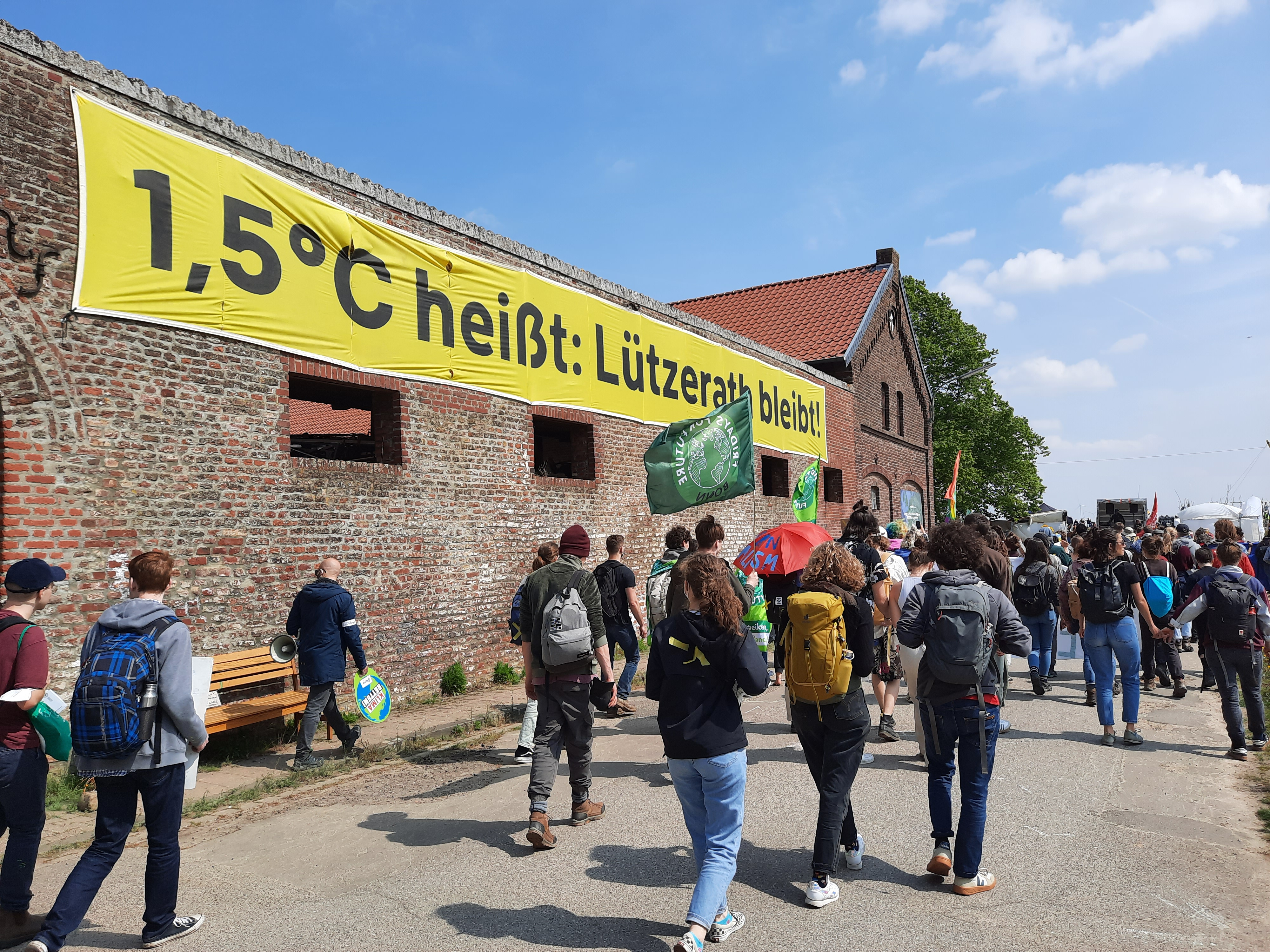
Opposition à la mine de Garzweiler. Traduction : « signifie : Lützerath reste ! ».

L’extraction de lignite entreprise par la filiale RWE Power AG de la firme RWE AG (anciennement Rheinbraun — lignite se disant en allemand Braunkohle) n’a eu lieu jusqu’ici que dans la première des deux sections prévues, Garzweiler I et II. Garzweiler I comprend l’étendue située à l'est de l'autoroute fédérale 44, tandis que le site d’exploitation Garzweiler II correspond à un secteur à l'ouest de l'A 44 ; ce dernier, grand de 48 km2, est nettement plus vaste. Le 31 mars 1995, le gouvernement du Land de Rhénanie-du-Nord-Westphalie donna son aval à la mise en œuvre du Braunkohleplan Garzweiler II. Aussi les excavatrices purent-elles, le 18 juin 2006, entamer cette nouvelle zone. Sont concernés à présent, pour la première fois, et à hauteur de 40 km2, des portions de territoire de la ville d’Erkelenz (arrondissement de Heinsberg). Un tiers environ de la superficie de cette ville sera mis à contribution. 6,5 km2 sont situés sur le territoire de la commune de Jüchen et 1,5 km2 environ sur le territoire de la ville de Mönchengladbach, laquelle sera donc pour la première fois elle aussi impliquée dans ce projet minier.
La période d’extraction prévue s’étend de 2006 à 2045. L'abattage du charbon s’effectue à ciel ouvert (exploitation en découverte ou par découverte) et l’activité s’apparente alors à un chantier de terrassement qui se déplace progressivement.
Garzweiler II possède un gisement de lignite de 1,3 milliard de tonnes. Le rapport t/c — qui exprime le rapport entre la quantité de morts-terrains déblayés (c'est-à-dire la quantité de terre qu’il est nécessaire de dégager d’abord avant d’atteindre la couche de charbon) et la quantité de charbon extraite —, est ici de 5/1, ce qui est favorable.
Le projet Garzweiler requiert l’évacuation et le déménagement de localités entières. En ce qui concerne le projet Garzweiler II, douze villages et 7 600 habitants seront touchés.
Les mesures de pompage, nécessaires au drainage des eaux souterraines, ont des répercussions bien au-delà du site d’exploitation. Ainsi, les forêts marécageuses du parc naturel Maas-Schwalm-Nette sont-elles également menacées par la baisse du niveau de la nappe phréatique.
Cependant, les procédures juridiques ne sont pas encore clôturées à cette heure.
En juin 2019, à l'initiative du mouvement Ende Gelände, 6 000 militants écologistes venus de toute l'Europe bloquent la mine et les centrales à charbon de Frimmersdorf et Neurath.

### Modification du projet initial

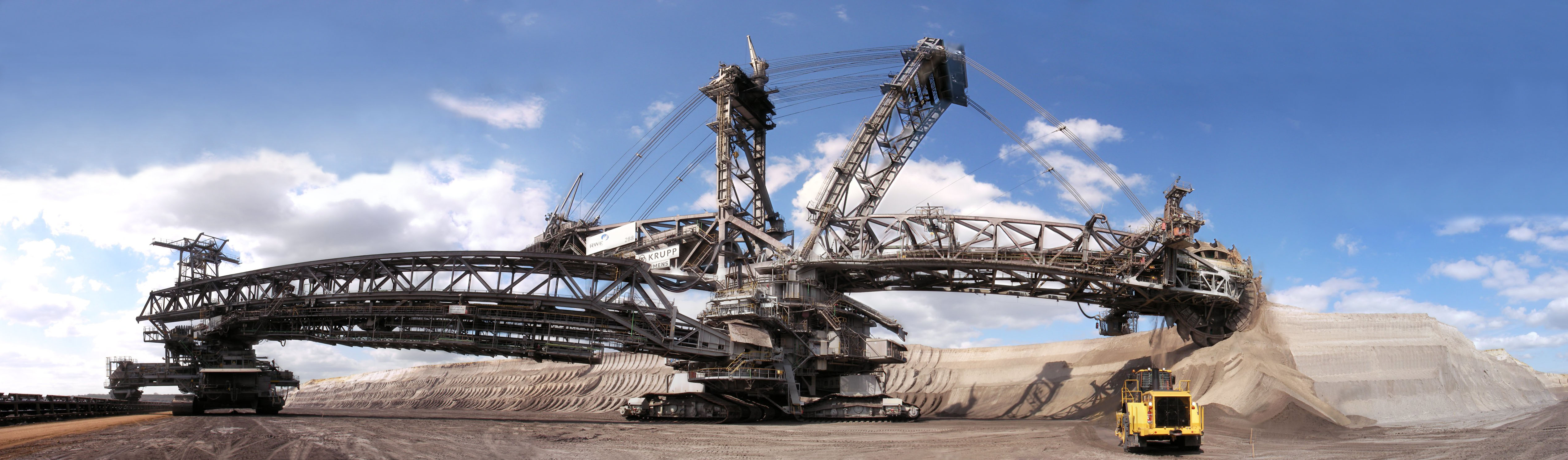
Excavateurs à godets « 288 » dans la mine à ciel ouvert de Garzweiler.

À la suite de la résistance de la population, la superficie prévue du site d’exploitation Garzweiler II a été réduite. Si, à l’origine, une aire d'abattage de 6 800 ha avait été jugée nécessaire, désormais ne seraient plus revendiqués que quelque 4 800 ha. Cela implique que les villages de Wanlo, Venrath, Kaulhausen, Wockerath et Kückhoven échapperaient aux excavations.

## Voies de circulation

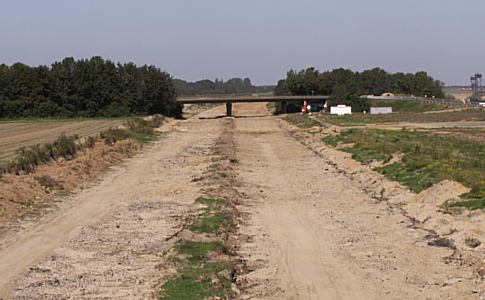
Démantèlement de l'autoroute A44.

Deux tronçons d'autoroutes traversent le site d’exploitation et ont été supprimés. Le premier, appartenant à l'A44 qui relie Aix-la-Chapelle à Düsseldorf, a été fermé à la circulation en octobre 2005 puis démantelé en grande partie en mai 2006. Le second, sur l’A61, reliant Mönchengladbach et Cologne, avait été préalablement élargi pour se substituer à l'A44. Depuis septembre 2018, l’A44 est de nouveau ouverte à la circulation, pour prendre à son compte le trafic de l’A61, dont le tronçon traversant la zone a été à son tour supprimé.

## Transport du lignite
Le lignite extrait à Garzweiler sert de combustible principalement pour les centrales thermiques de la région, sises à Frimmersdorf et Neurath. L’acheminement du lignite depuis Garzweiler jusqu'aux centrales s’effectue par la voie ferrée connue sous la dénomination de Nord-Süd-Bahn (chemin de fer nord-sud) appartenant à la RWE Power AG.

## Évacuation des localités

### Localités déjà évacuées
- faisant partie de la commune de Jüchen
  - Garzweiler
  - Priesterath
  - Elfgen in Grevenbroich
  - Belmen
  - Königshoven
  - Holz
  - Spenrath
  - Otzenrath

- faisant partie de la commune d'Erkelenz
  - Immerath-Pesch

### Localités en cours d’évacuation
- faisant partie de la commune d’Erkelenz 
  - Lützerath : évacuation amorcée en 2006
  - Immerath : évacuation amorcée en 2006 à destination de Neu-Immerath
  - Borschemich : évacuation à partir de 2006, à destination de Neu-Borschemich

### Localités en attente d’évacuation
- faisant partie de la commune d’Erkelenz
  - Berverath
  - Holzweiler
  - Keyenberg
  - Kuckum
  - Oberwestrich
  - Unterwestrich

### Problématique sociale des déplacements de population
Compte tenu que l’arasement des anciennes agglomérations s’opère par blocs successifs, il est nécessaire de prévoir à temps de nouveaux secteurs à urbaniser, de les mettre en accessibilité et de créer des quartiers d’habitation entièrement neufs. Les propriétaires sont contraints ainsi de s’occuper malgré eux de la construction d’une maison, et les locataires sont confrontés au problème de trouver un logement à loyer comparable. Pour les communes, cela peut être l’occasion de créer des unités de peuplement plus vastes et de moderniser les infrastructures. L’on s’efforce, par un transfert de population le plus groupé possible, de préserver la communauté villageoise d’origine. Les tentatives d’empêcher l’«anarchie architecturale» dans les nouvelles implantations et d’y reproduire l’aspect typiquement rhénan des anciens villages sont souvent ressentis par les intéressés comme du paternalisme. Les logements individuels modernes sont vus certes comme un progrès vis-à-vis des vieilles constructions, étroites et malcommodes, mais la destruction totale des lieux anciens, auxquels s’attachent d’intenses souvenirs et une longue histoire, est déplorée comme une coupure du lieu d’origine. Le maintien de la cohésion villageoise dans les nouveaux lieux est conditionné principalement par la sauvegarde des anciens liens sociaux au-delà de la réimplantation. La poursuite de la vie associative et du calendrier traditionnel de festivités apparaît à cet égard primordial, si l’on veut qu’une transplantation soit éprouvée par les intéressés comme «réussie».
À cet égard est importante également l’attitude, adoptée précocement, de ne plus agréer de nouvelles demandes de permis de bâtir, ou, le cas échéant, de suspendre les qualifications en terrain à bâtir dans les localités concernées par la future activité minière, de sorte à empêcher lesdites localités de se développer et à rendre plus aisée la reprise des lieux par les entreprises exploitant le lignite.
Ces mesures conduisent à ce que moins de nouvelles grandes entreprises (et donc d’employeurs potentiels), voire plus aucune, ne viennent s’établir, et à ce que les entreprises déjà implantées ne puissent plus s’étendre, contraintes soit d’attendre jusqu’à la date officielle de l’évacuation, soit de déplacer à leurs frais leur lieu d’activité. Ce qui est visé par ce processus, comme effet secondaire, est en quelque sorte une désertification des lieux, propre à pousser principalement la population jeune à déménager d’avance, pour se rapprocher des employeurs et des lieux offrant de meilleures possibilités de loisirs.

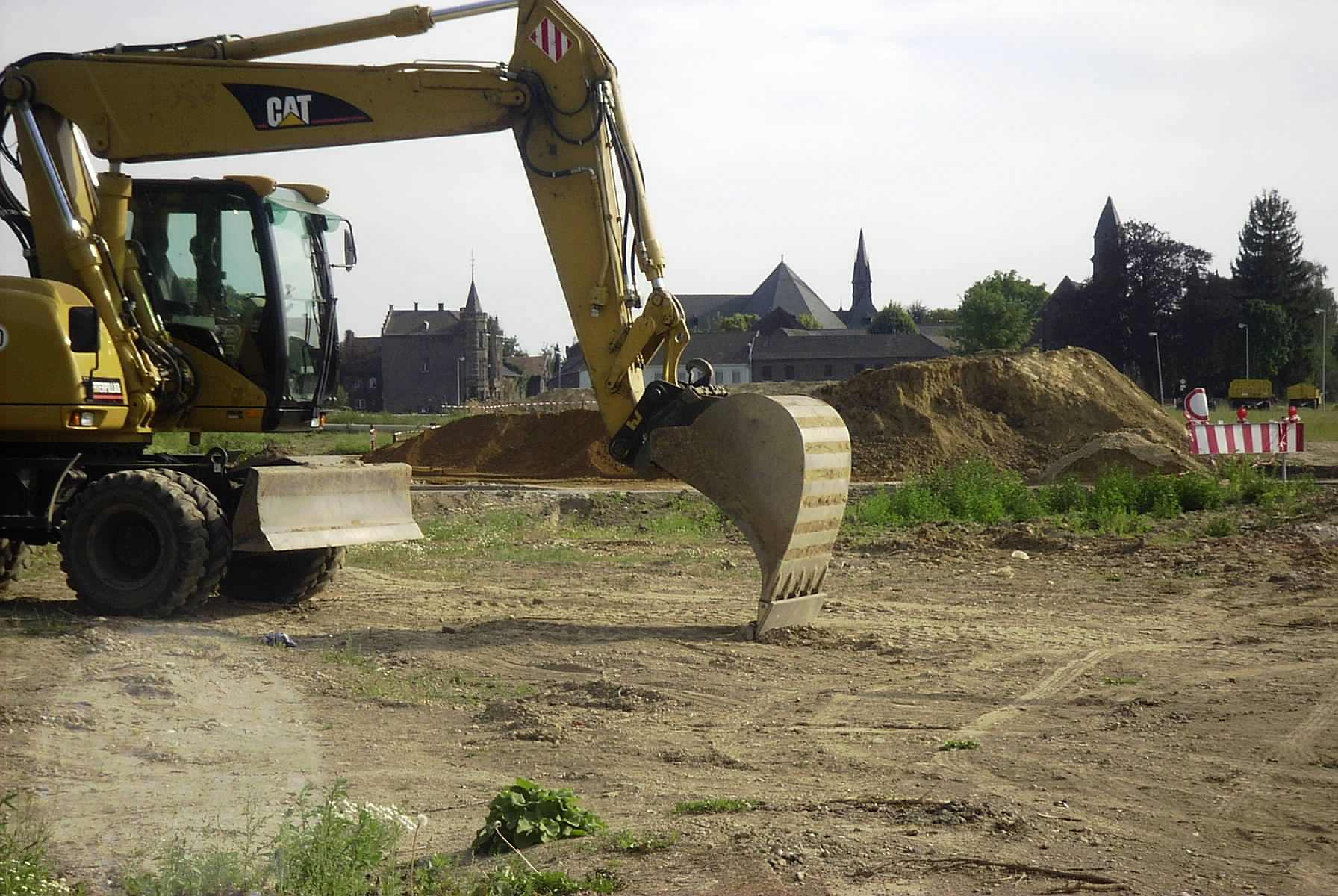
Démolition et arasage du village d’Otzenrath.
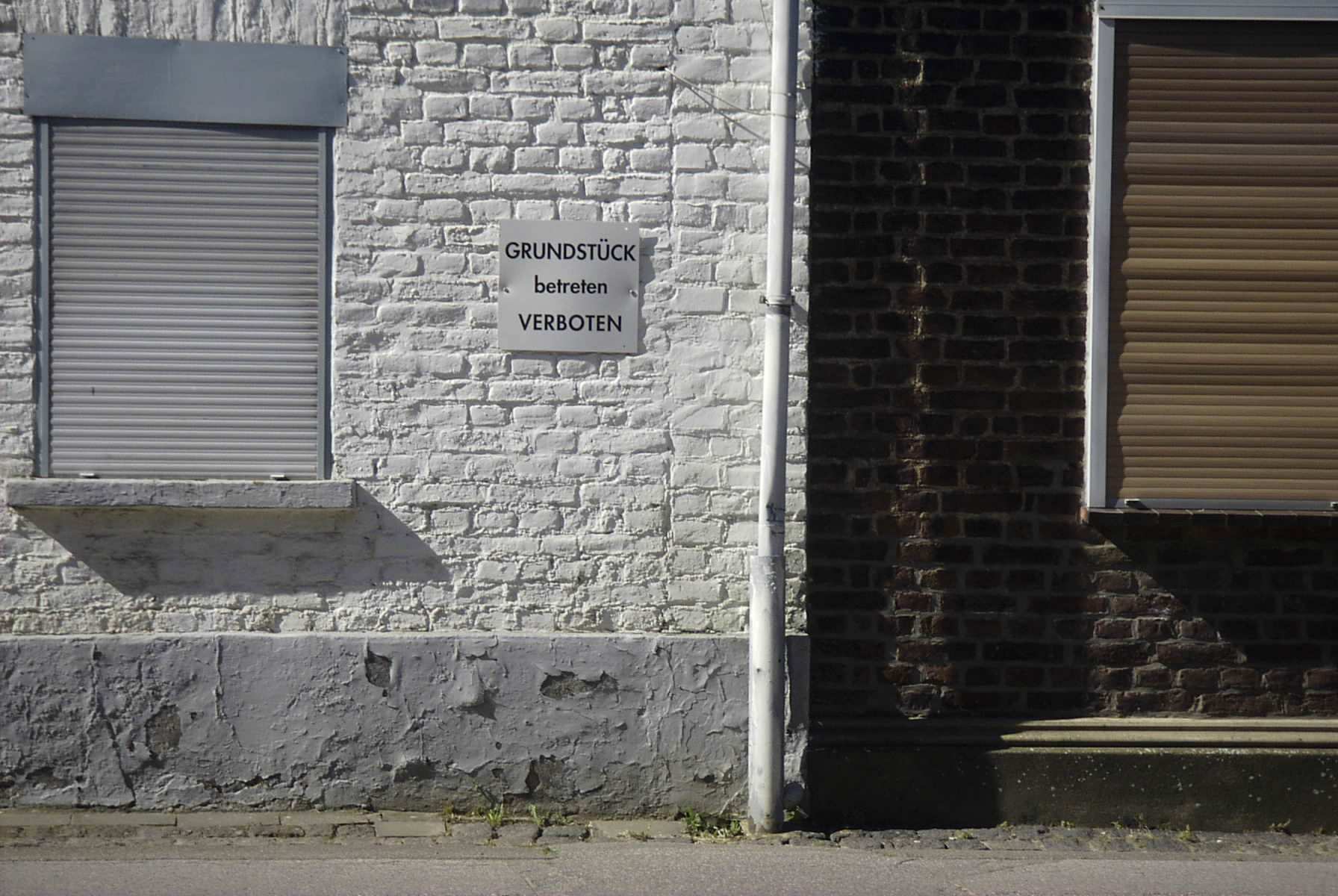
Spenrath, villages vidés de leurs habitants dans la zone d’évacuation.
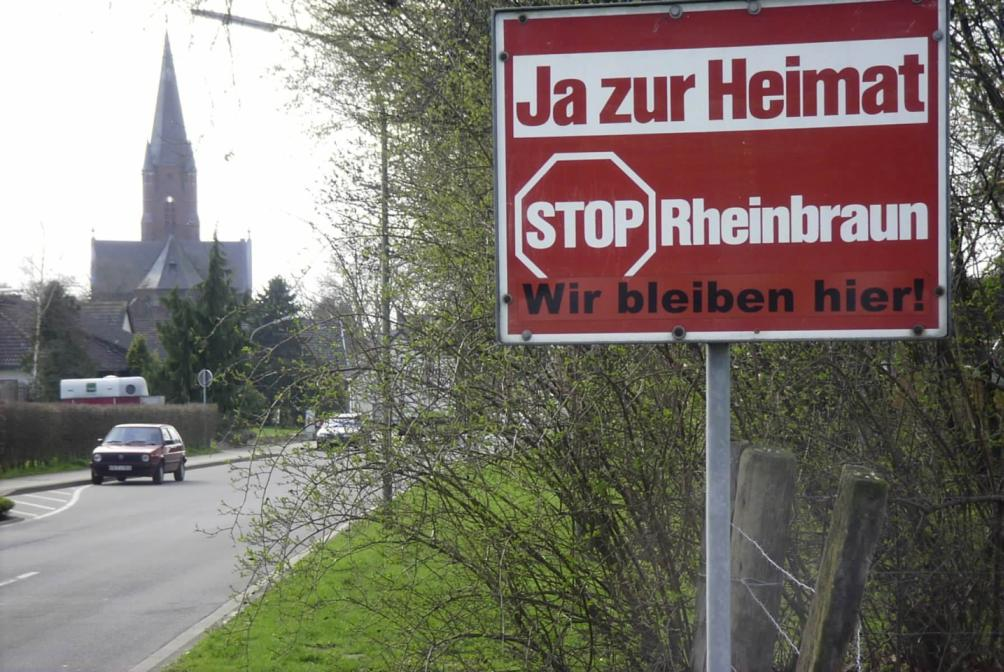
Écriteau de protestation à l’entrée du village de Holzweiler : « Oui à la terre natale — Stop Rheinbraun — Nous restons ici. ».
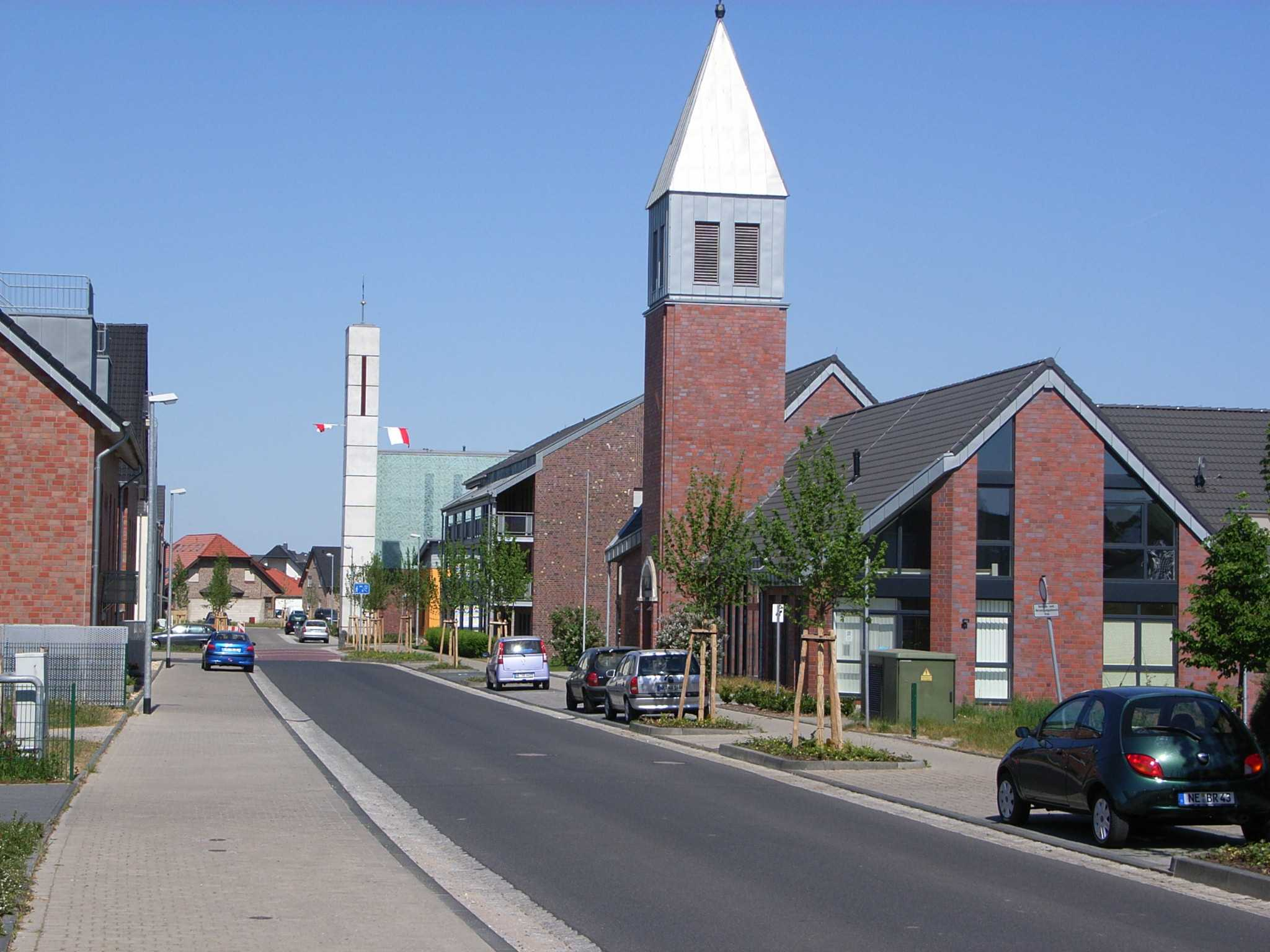
Neu-Otzenrath, nouvelle cité où la population déplacée a été relogée.
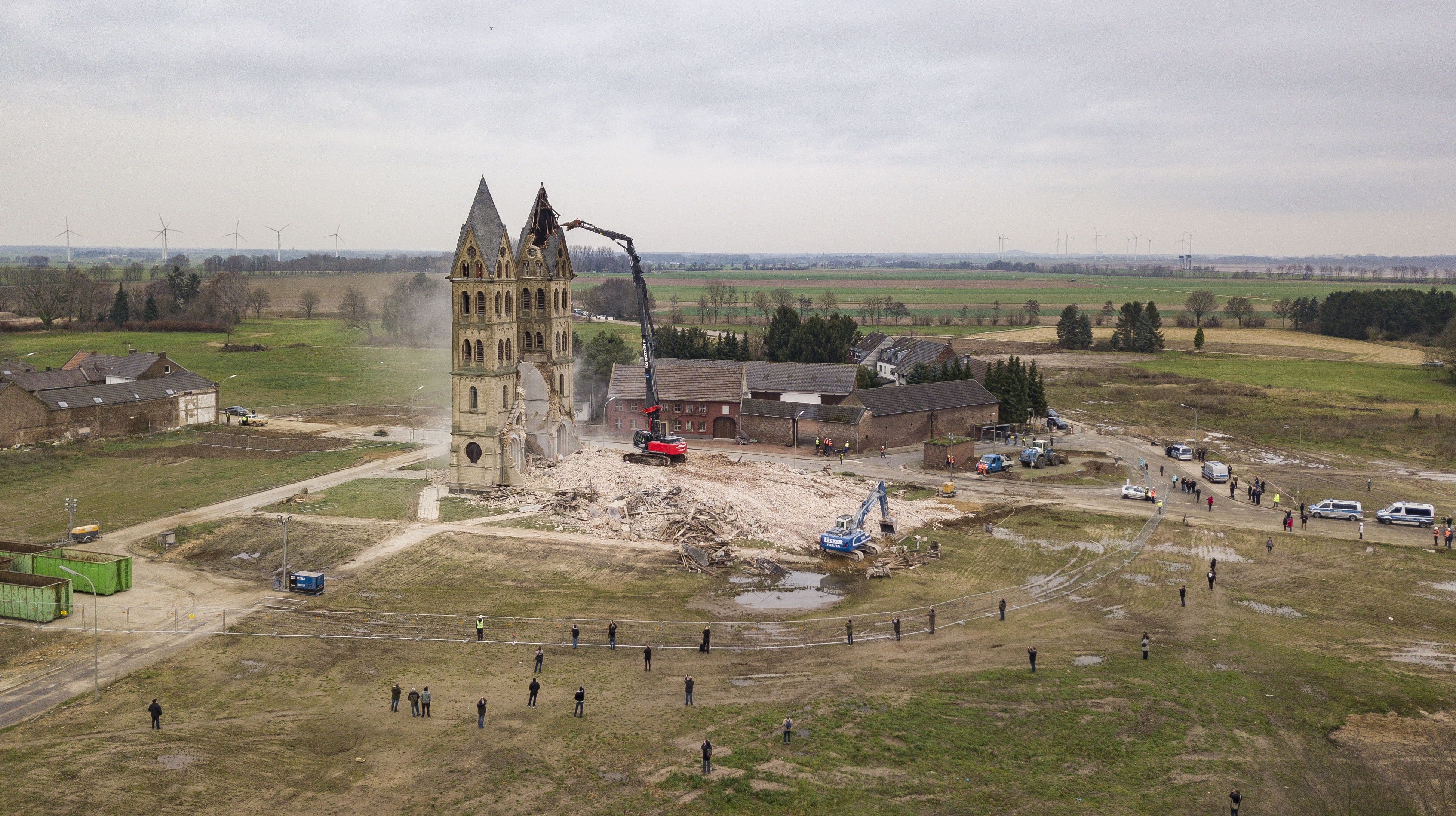
Démolition de l'église Saint Lambertus à Immerath pour faire place à la mine de Garzweiler (janvier 2018).

## Sort de la cuvette créée par l’extraction de lignite
La cuvette résiduelle, à laquelle donnera lieu, dans la partie occidentale du site, l’extraction à ciel ouvert du lignite, devra être aménagée en un lac artificiel. Celui-ci représente pour l’entreprise minière une façon très peu onéreuse de remplir ses obligations de remise en état paysagère et de renaturation, étant donné qu’alors la quantité de déblais à remobiliser sera moins importante (d’autant plus que le volume des matières premières enlevées n’est plus disponible), et augmentera encore la rentabilité de cette activité, par ailleurs soutenue par des subventions octroyées par l’État au titre de préservation du paysage. À partir de 2045 seront ainsi détournés chaque année, pendant environ 40 ans, quelque 60 millions de mètres cubes d’eau du Rhin vers la cuvette. Le lac aura une profondeur de 185 m et une superficie de 23 km2 (lac d'Annecy : 26,5 km2), et contiendra 2 milliards de m³ d’eau. Afin d’éviter que le futur lac ne vienne à s’acidifier, de la chaux est dès à présent ajoutée aux déblais.
Est d’autre part évoqué le projet de construction d’un grand aéroport au-dedans de la zone d’extraction, lorsque celle-ci aura été remblayée aux alentours de l’an 2035.

Vue panoramique de la mine à ciel ouvert de Garzweiler: excavateurs en activité, avec à l’arrière-plan les centrales thermiques de Grevenbroich-Frimmersdorf (à gauche) et de Grevenbroich-Neurath (à droite).

## Extension de la mine de Garzweiler vers Lützerath et contestations écologistes
En octobre 2022, un nouvel accord d'extension de la mine de Garzweiler est signé par le gouvernement fédéral (SPD/Grünen/FDP), le gouvernement régional de Rhénanie du Nord-Westphalie (CDU/Grünen) et l'entreprise énergétique chargée du projet, RWE. RWE est autorisé à raser le village de Lützerath et à exploiter le charbon présent dans son sous-sol à condition d'épargner cinq villages des environs et de fermer Garzweiler II dès 2030 au lieu de 2038, comme il était prévu dans la loi.
Lützerath, village vidé de ses habitants, mais centre de la résistance écologiste à l'extension de la mine, est alors a nouveau menacé de destruction. Des centaines d'activistes d’Europe y affluent, se joignant aux militants qui l'occupent de longue date. Ceux-ci s'opposent a l’extension de Garzweiler, car la mine est la plus grande source de CO2 de toute l’Europe et les 280 millions de tonnes de lignite se trouvant sous le village aggraveraient encore la pollution qui en provient, néfaste pour le climat et la santé publique.
L'objectif des militants est alors d'occuper Lützerath, afin de ralentir le plus possible les travaux de destruction du village, jusqu'au 1er mars, date à laquelle l'autorisation légale de RWE d’étendre la mine doit prendre fin. RWE devrait alors attendre le 1er octobre 2023 pour espérer obtenir une nouvelle autorisation. Le 11 janvier, la police allemande, qui encercle déjà la ZAD, lance l'opération d'évacuation de Lützerath en utilisant de grands moyens : hélicoptères, police montée, canons à eau, brigades canines. Les militants écologistes ripostent en jetant des pierres et des cocktails molotovs, ou en formant des chaines humaines.
Les affrontements qui suivent font apparaître la ZAD de Lützerath sur les réseaux sociaux, dans la presse et la télévision, à l'échelle nationale, européenne et internationale. Le 14 janvier, 35 000 personnes selon les organisateurs et 15 000 selon la police manifestent alors dans le village, rejointes par des figures internationales de l'activisme écologiste telles Greta Thunberg, Luisa Neubauer et Vanessa Nakate. Le magazine Der Spiegel publie le même jour une lettre ouverte en faveur de « l’arrêt immédiat des travaux de déblaiement », signée par 200 célébrités. La police reprend toutefois le contrôle du village dans la matinée du 16 janvier.
En réponse, dans toute l'Allemagne, les activistes ripostent. Le 12 janvier, des militants vandalisent le bureau régional du ministre de l'économie et du climat, Robert Habeck, dans la région du Schleswig-Holstein ; dans les jours suivant, les bureaux du parti des Verts (Die Grünen) sont également vandalisés, notamment a Berlin, Leipzig, Flensburg et Aix-la-Chapelle. Ceux-ci sont accusés d'avoir signé l'accord d'extension de la mine de Garzweiler. D'autres militants bloquent des routes ou chemins de fer pour protester.
Le gouvernement allemand, contraint à se justifier, présente alors comme pragmatique la décision d’étendre la mine de Garzweiler, dans le contexte de la crise énergétique mondiale de 2021-2022. Cependant, une étude menée par l'Institut allemand d'études économiques va à l’encontre de ces affirmations, et conclut que même en n'étendant pas davantage la mine, RWE pourrait encore extraire cent millions de tonnes de charbon de Garzweiler II, ce qui serait grandement suffisant pour faire face a la crise énergétique.
Certains membres du gouvernement, d'autre part, rejettent la faute sur la CDU et Angela Merkel, qui n'auraient selon eux rien fait pour l'indépendance énergétique ni pour la neutralité carbone de l’Allemagne durant les 16 ans qu'ils sont restés au pouvoir.